# Barragem do Gameiro
A Barragem do Gameiro implantada sobre a Ribeira da Raia localiza-se em Cabeção, no município de Mora, distrito de Évora, Portugal. É uma barragem mista de terra (homogénea) e gravidade (betão).
A Barragem do Gameiro é propriedade da Associação de Regantes e Beneficiários do Vale do Sorraia e, conjuntamente com a Barragem do Furadouro, regula os caudais das Barragem de Montargil e Barragem do Maranhão para alimentar o o Canal do Sorraia.